# Eiergraupen
Eiergraupen, auch Eiergerstl oder ungarisch Tarhonya, ist eine traditionelle Teigware in der ungarischen Küche. Zur Herstellung wird aus Eiern und Mehl sowie wenig Salzwasser ein fester Teig geknetet und durch ein spezielles großlöchriges Sieb gedrückt. Heute werden Eiergraupen maschinell hergestellt und können in Ungarn, in der Slowakei, aber auch in Österreich im Handel fertig gekauft werden.

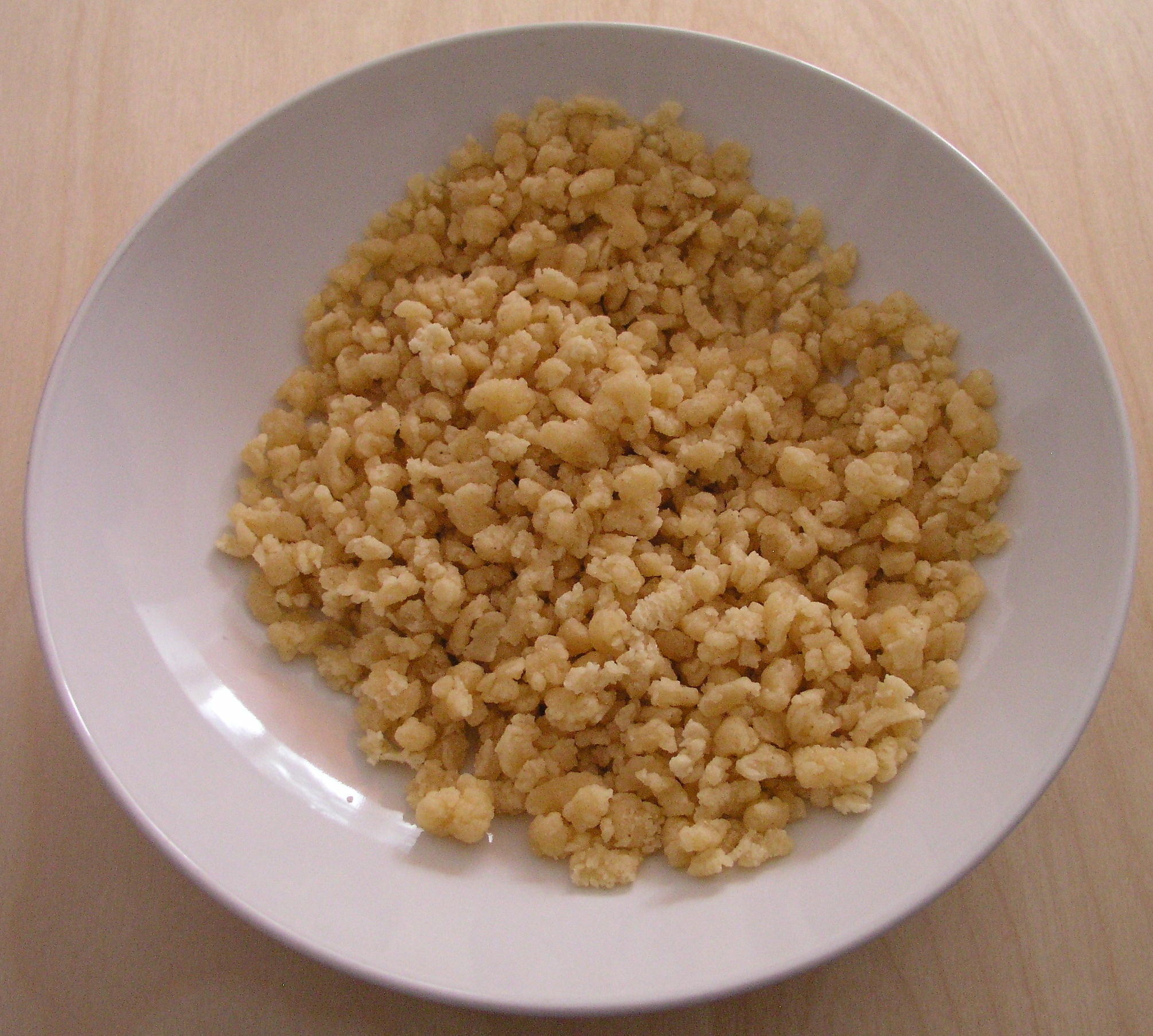

Die getrockneten Eiergraupen halten sich in Leinsäckchen an einem luftigen Ort über mehrere Monate. Sie waren daher früher die traditionelle Wegzehrung ungarischer Feldarbeiter, Hirten und im 19. und 20. Jahrhundert auch von Bau- und Eisenbahnarbeitern, die daraus zusammen mit Zwiebeln, Paprikapulver und Räucherspeck einen Eintopf kochten.

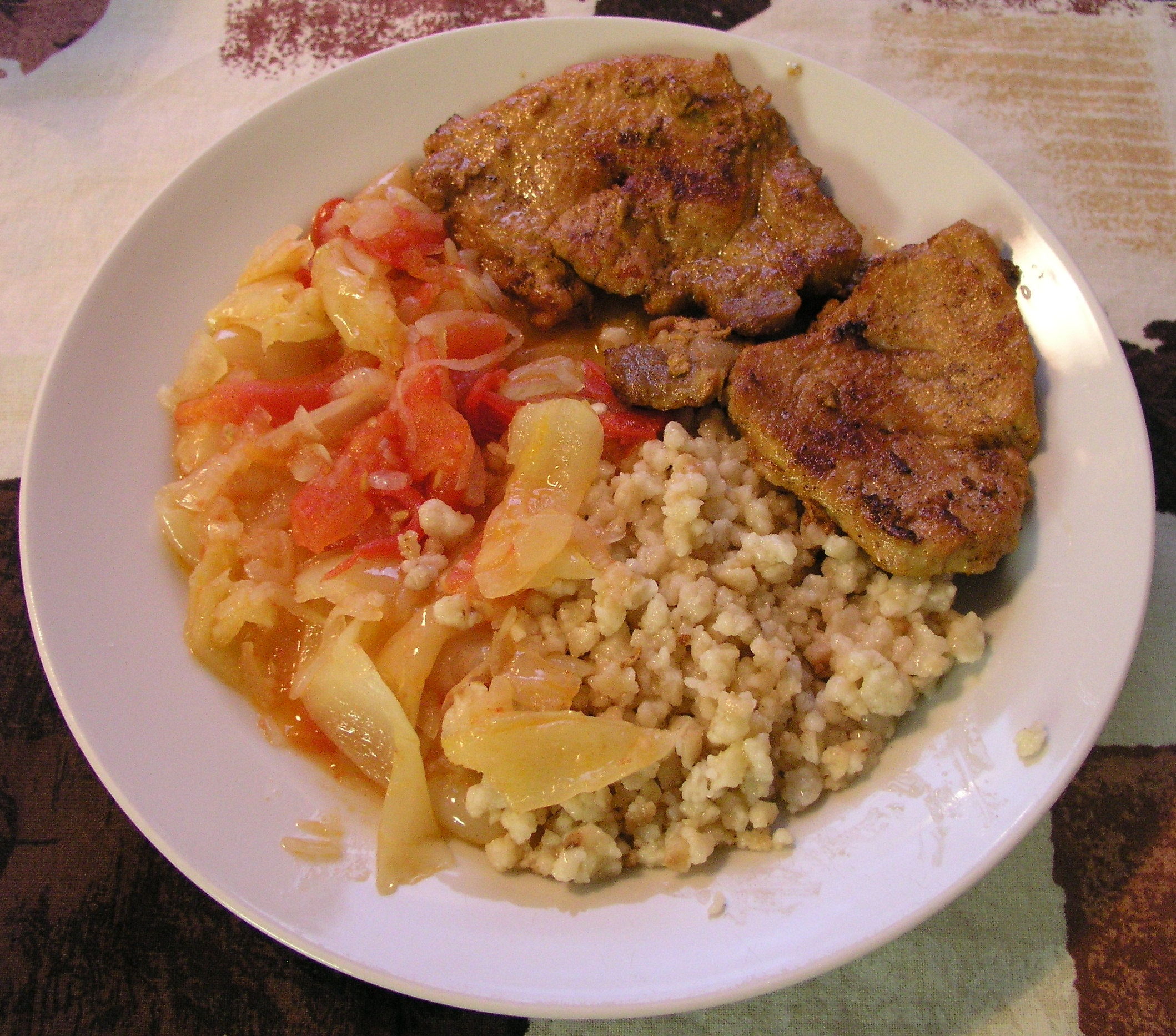

Eiergraupen sind die Grundlage vieler verschiedener ungarischer Eintöpfe, werden aber auch als Einlage in klaren Suppen verwendet oder als Beilage zu Fleischspeisen, wie zum Beispiel dem Pörkölt, gereicht. Es gibt verschiedene Zubereitungsarten, aber meist werden sie zuerst in heißem Fett oder Öl goldbraun angebraten und dann in leicht gesalzenem Wasser bei geschlossenem Deckel bissfest gekocht.